# Таласна генетика
Таласна генетика је најновији покушај да се преиспита хипотеза о настанку живота на Земљи, а то значи да се још више приближимо одгонетању главне тајне Универзума. Основно начело таласне генетике је могућност подмлађивања органа без хируршке интервенције, продужетак живота по жељи, што је веома важно за човечанство. Присталице таласне генетике сматрају да је милионима година раније основна информација о настанку живота на Земљи вештачки донесена помоћу космичких излучења. Оснивач ове науке је руски академик Петар Гарјајев.

## Сврха и примена таласне генетике
Идеја таласне генетике је у томе да генетски апарат ствара организам помоћу звучних и електромагнетних таласа различитог опсега, при томе их не прима само споља, него их и сам генерише. Експериментално је доказано да ДНК генерише радио таласе и ласерске зраке који граде информационе холограме, тј. ћелије ембриона примивши таласну информацију стварају неку врсту цртежа који показује где и како треба да расту ноге, очи, нос...
Гарјајев: "Ствар је у томе да наш хромозомски апарат и не само наш него и било ког организма је између осталог, структура која емитује светлост различитих таласних дужина, почиње од плаве а завршава се црвеном. "
Али ДНК не емитује само светлост, него ласерску светлост тј. кохерентну светлост. Петар Гарјајев,радећи са великим физичарима је доказао да ДНК може да ради као ласер. 
Сваки биосистем има молекул ДНК (дезоксирибонуклеинска киселина), па чак и најједноставније квази-живе структуре као вируси. Молекул ДНК садржи свега око 35 000 гена. Ген представља део ДНК одговоран за синтезу протеина. Биолози и генетичари не могу да објасне функцију највећег дела ДНК у нашим хромозомима и погрдно га називају "отпад"(џанк). Молекул ДНК у воденом раствору има континуиран звук. Он производи сложену мелодију са музичким изразима који се понављају. Мелодија лепо звучи и интересантна је што је веома занимљив феномен. Када се молекул ДНК озрачи ултразвуком, као што је ултразвучни апарат, уместо сложене мелодије, остане само једна усамљена нота.Током механичких повреда образују се електромагнетни таласи који стварају енергетски фантом. Они могу да униште ДНК, слично као висока температура и ултразвук. Истраживања су показала да ултразвук изазива пад наследног програма и наравно, тада не може да се формира здрав организам. Према академику Петру Гарјајеву запис информација се врши на таласном нивоу, електромагнетним и звучним емисијама. Спољашње електромагнетно окружење нам је неопходно, јер оно ствара својеврсни таласни метаболизам, односно таласну регулацију која долази из Космоса. Наш организам је могуће представити као велико ћелијско друштво, које се састоји од стотину милијарди ћелија. Свака од њих размењује са суседном ћелијом податке о свом стању. Чак и брзина светлости није довољна да би обишла стотине милијарди ћелија, и пренела им све информације. У нашем организму информације између свих ћелија треба да се размене у истом тренутку.

## Ајнштајнов експеримент са фотонима
Фотон-елементарна честица,квант електромагнетног зрачења.
1935.године 'Алберт Ајнштајн' је са својим ученицима Борисом Подолским и Натханом Росеном,предвидео да ако се два фотона у повезаном стању разлете, и један од њих промени параметре, на пример, налети на нешто,он нестаје,а његова информација се тренутно преноси на други фотон. Један фотон постаје други. Касније је то квантно својство названо телепортација.
1997.године аустријски научници су експериментално доказали да се фотон може телепортовати, тј. тренутно преносити са једног места на друго,уз очување информација.

## Експеримент са икром жабе
Гарјајев:"Постоји једноставни експеримент, са икром жаба, ако је ставите у комору од никла(80%) и челика, ту су створени сви услови за нормалан развој ћелије са једним изузетком: а то је да је спољашње електромагнетно окружење изузетно смањено и деформисано. Постоји само гравитационо поље, оно остаје непромењено, а све остало не може проћи. Такви ембриони се претварају у чудовишта. Знате ли зашто? Спољашње електромагнетно окружење је апсолутно неопходно. Оно ствара својеврсни таласни метаболизам, таласну регулацију која долази из Космоса.

## Експеримент са молекулом ДНК
Гарјајев: "Ако се молекул ДНК загреје до температуре од 42 степена целзијусова, на којој човек умире, није нам било јасно зашто се то дешава. У том тренутку течни кристал ДНК се топи, тј. наши хромозоми се топе, сама двострука спирала ДНК остаје, а њена течно-кристална стања престају да постоје, и на тај начин се бришу сви програми, који су основа таласне генетике,и човек онда умире."

## Експеримент са мишевима
Лабораторијским мишевима су уништили панкреас који производи инсулин. Код њих се појавио дијабетес. Те животиње су могле да преживе највише недељу дана. Тим Петра Гарјајева је предузео обнову уништених органа, користећи сопствени уређај, такозвани модел биокомпјутера, чији је главни део ласер. Са њим је прочитана информација из панкреаса новорођених мишева и пренесена на мишеве који су били у агонији. Пренос је спроведен на растојању од 20 километара. Резултат тога је био да су сви мишеви оздравили. Експерименти показују да се биосистем може контролисати на даљину путем радио таласа, одређеним информацијама.